# Guy Van Sam
Guy Van Sam (Bejrút, 1935. december 20. – Toulon, 2024. február 8.) válogatott francia labdarúgó, csatár.

## Pályafutása
Vietnámi apától és libanoni anyától született Beujrútban.

### Klubcsapatban
1958 és 1960 között a Montpellier HSC, 1960 és 1965 között az RC Paris, 1965 és 1968 között az SC Toulon labdarúgója volt.

### A válogatottban
1961-ben három alkalommal szerepelt a francia válogatottban.

## Statisztika

### Mérkőzései a francia válogatottban
| Franciaország | Franciaország      | Franciaország            | Franciaország | Franciaország | Franciaország | Franciaország | Franciaország | Franciaország |
| #             | Dátum              | Helyszín                 | Hazai         | Eredmény      | Vendég        | Kiírás        | Gólok         | Esemény       |
| ------------- | ------------------ | ------------------------ | ------------- | ------------- | ------------- | ------------- | ------------- | ------------- |
| 1.            | 1961. október 18.  | Brüsszel, Heysel-stadion | Belgium       | 3 – 0         | Franciaország | barátságos    | -             |               |
| 2.            | 1961. december 10. | Colombes, Yves-du-Manoir | Franciaország | 1 – 1         | Spanyolország | barátságos    | -             |               |
| 3.            | 1961. december 16. | Milánó, San Siro (ITA)   | Bulgária      | 1 – 0         | Franciaország | vb-selejtező  | -             |               |
|               | Összesen           |                          |               | 3             | mérkőzés      |               | 0             | gól           |